# Julie Ward (femme politique)
Pour les articles homonymes, voir Ward et Julie Ward.
Julie Ward, née le 7 mars 1957 à Ripon, est une femme politique britannique, membre du Parti travailliste.
Elle est élue députée européenne une première fois en 2014, puis de nouveau en 2019 et ce jusqu'au retrait britannique de l'Union européenne le 31 janvier 2020.